# Penguin River
Koordinaten: 54° 18′ S, 36° 30′ W
Der Penguin River (englisch für Pinguinfluss) ist ein kleiner mäandernder Fluss an der Nordküste Südgeorgiens. Er fließt in hauptsächlich nordöstlicher Richtung von den Hamberg Lakes zur Cumberland East Bay, die er unmittelbar südlich des Horse Head erreicht.
Teilnehmer der Schwedischen Antarktisexpedition (1901–1903) unter Leitung von Otto Nordenskjöld kartierten ihn. Carl Skottsberg, Botaniker der Forschungsreise, gab ihm seinen Namen. Die vom deutschen Zoologen und Arzt August Emil Alfred Szielasko (1864–1928) im Jahr 1907 vorgenommene Benennung als Hambergfluss setzte sich nicht durch.